# ピョートル・ユーレネフ
ピョートル・ユーレネフ（Юренев, Пётр Петрович）ロシア臨時政府第二次連立政府の運輸相。
第三次連立政府では、アレクサンドル・リェボルフスキーに交代している。

## 経歴
政党：カデットロシアでの立憲民主党
ロシア臨時政府の運輸相は第三次連立政府を除いてカデット所属の政治家が多いことがわかっている。